# Uwe Westendorf
Uwe Westendorf (ur. 1 kwietnia 1966 w Kleinmachnow) – wschodnioniemiecki, a potem niemiecki zapaśnik walczący w stylu wolnym. Olimpijczyk z Seulu 1988, gdzie zajął ósme miejsce w kategorii 74 kg.
Brązowy medalista mistrzostw świata w 1987. Piąty na mistrzostwach Europy w 1987 roku.
Mistrz NRD w 1987 i trzeci w 1986 roku.